# Platygyna
Platygyna es un género de plantas con flores perteneciente a la familia  Euphorbiaceae. Se encuentra en Cuba. Comprende 9 especies descritas y de estas, solo 7 aceptadas.

## Taxonomía
El género fue descrito por Elysée Mercier y publicado en Bulletin Botanique (Geneve) 1: 168. 1830.

## Especies aceptadas
A continuación se brinda un listado de las especies del género Platygyna aceptadas hasta marzo de 2014, ordenadas alfabéticamente. Para cada una se indica el nombre binomial seguido del autor, abreviado según las convenciones y usos.
- Platygyna dentata Alain
- Platygyna hexandra (Jacq.) Müll.Arg.
- Platygyna leonis Alain
- Platygyna obovata Borhidi
- Platygyna parvifolia Alain
- Platygyna triandra Borhidi
- Platygyna volubilis Howard